# Стейсі Мілберн
Стейсі Парк Мілберн (19 травня 1987 — 19 травня 2020) — американська правозахисниця. Активно допомагала створювати рух за справедливість щодо інвалідів та виступала за справедливе ставлення до людей з інвалідністю .

## Біографія
Мілберн народилася в Сеулі 19 травня 1987 року з м'язовою дистрофією. Вона була змішаної раси, її батько Джоел був білим, а мати Жан кореянка. Виросла в Північній Кароліні в сім'ї військового, оскільки Джоел служив в армії Сполучених Штатів. В дитинстві вона покладалася на свою сім'ю, але коли зрозуміла свою належність до квір, почала боятися осуду батьків-євангелістів. Планувала виїхати, однак вибір ускладнився її залежністю від допомоги батьків у повсякденних справах, таких як їжа, сон і користування ванною кімнатою.
У 2005 році Мілберн допомогла створити рух за правосуддя щодо інвалідів. У 2009 році Мілберн закінчила Університет методистів.
Переїхала до району затоки, коли їй було 24, через те, що район Сан-Франциско був «одним із найбільш придатних місць для людей з фізичними вадами». Район затоки був історичним центром руху за права людей з обмеженими можливостями і там вона продовжувала організовувати, писати та виступати за рух ставши директором програм Центру незалежного життя в Берклі. Каліфорнія посідає провідне місце серед штатів за витратами на допомогу на дому, і Мілберн змогла отримати підтримку Medicaid для медсестри вдома, що дозволило їй жити самостійно в Окленді займаючи посаду в галузі людських ресурсів. Мілберн високо цінувала цю допомогу медсестер за можливість залишатися активною в суспільстві та уникати інституціоналізації в будинку престарілих. Порівнюючи свою незалежність, яку вона змогла отримати в Каліфорнії, з своїм досвідом в Північній Кароліні, вона активно відстоювала необхідність програм Medicaid, які фінансують медсестер. Виступала проти скорочень, запропонованих під час спроб скасувати та замінити Закон про доступну допомогу.
У 2015 році вона здобула ступінь магістра в коледжі Міллс. Мілберн виступала за справедливу медичну допомогу людям з обмеженими можливостями. Мілберн також консультувала адміністрацію Обами протягом двох років.
На початку березня 2020 року, коли пандемія COVID-19 поширилася на територію затоки, Мілберн та четверо її друзів створили Клуб культури правосуддя для людей з обмеженими можливостями з метою розповсюдження саморобних наборів профілактики захворювань, включаючи дезінфектори для рук та респіратори, серед жителів бездомних містечок в Окленді. Мілберн висловлювала занепокоєння щодо добробуту найбільш вразливих членів колективної громади. Вона хотіла своїм прикладом «зроби сам» надихнути інших виконувати соціальну роботу. Вона робила це, незважаючи на власні зростаючі проблеми зі здоров'ям. Вона попереджала, що вимоги пандемії до медичних служб загрожують доступу її громади до діалізу та інших рятувальних процедур, необхідних деяким людям для виживання. Її група також організувала допомогу у забезпеченні продуктів харчування та догляду для людей з обмеженими можливостями. Мілберн померла в лікарні Стенфорда на своє 33-річчя, 19 травня 2020 року, через хірургічні ускладнення.